# 루스트 (부르겐란트주)
루스트(독일어: Rust)는 오스트리아 부르겐란트주에 위치한 도시로, 면적은 20.01km2, 높이는 123m, 인구는 1,892명(2012년 기준), 인구 밀도는 95명/km2이다. 노이지들 호 서부 연안과 접하며 헝가리 국경과 가깝다. 오스트리아에서 가장 작은 헌장 도시이다.